# See You Again (cântec de Wiz Khalifa)
"See You Again" este un cântec înregistrat de rapper-ul american Wiz Khalifa alături de cântărețul american Charlie Puth. Acesta a fost făcut pentru soundtrack-ul filmului de acțiune din 2015 Furious 7 ca un tribut în memoria lui Paul Walker, care a murit într-un accident de mașină pe 30 noiembrie 2013 în Valencia, California. Artiștii au scris cântecul alături de producători, DJ Frank E și Andrew Cedar, cu producție adițională din partea lui Puth și mixing asigurat de Manny Marroquin. "See You Again" a fost lansată pe 10 martie 2015, ca single-ul principal al soundtrack-ului în Statele Unite.
"See You Again" a fost un succes comercial global, devenind cel mai mare single de până acum atât al lui Khalifa cât și al lui Puth. A petrecut 12 săptămâni non-consecutive pe prima poziție în SUA în Billboard Hot 100, egalând "Lose Yourself" al lui Eminem și "Boom Boom Pow" al celor de la Black Eyed Peas pentru cea mai lungă perioadă a unui single rap pe prima poziție în țară, și a fost pe prima poziție în UK Singles Chart pentru două săptămâni consecutive. De asemenea a ajuns pe prima poziție în multe alte țări incluzând Australia, Austria, Canada, Germania, Irlanda, Noua Zeelandă și Elveția. Cântecul deține recordul pentru cele mai multe ascultări într-o singură zi pe Spotify în Statele Unite. A stabilit recordul pentru cele mai multe ascultări într-o săptămână în lume, și, de asemenea în Marea Britanie. Pe 7 octombrie 2015, videoclipul a devenit primul cântec hip-hop care ajunge la 1 miliard de vizualizări pe YouTube, și pe 3 septembrie 2016, a devenit primul cântec hip-hop care ajunge la 2 miliarde de vizualizări, cât și al doilea videoclip din toate timpurile să facă asta după "Gangnam Style" al lui PSY. "See You Again" a primit trei nominalizări la a 58-a ediție a Premiilor Grammy: Song of the Year, Best Pop Duo/Group Performance and Best Song Written for Visual Media. A ajuns și pe lista nominalizărilor pentru Song of the Year la BBC Music Awards și pentru Globul de Aur pentru cea mai bună melodie originală la a 73-a ediție a Globurilor de Aur. "See You Again" a fost cântecul cu cele mai multe vânzări din 2015 în lume, cu vânzări totale de până la 20,9 milioane de unități conform IFPI.

## Compunere și desfășurare
"See You Again" a fost scris de DJ Frank E, Charlie Puth, Wiz Khalifa, și Andrew Cedar. A fost produs de DJ Frank E, Charlie Puth și Andrew Cedar. Frank E și Puth au fost abordați de către compania lor de publicare, Artist Publishing Group, pentru a crea o melodie care să fie un tribut în memoria lui Paul Walker pentru filmul Furious 7 (2015). Președintele companiei de publicare, Ben Maddahi,  a fixat apoi o primă sesiune de studio pentru Puth cu DJ Frank E la un studio în Los Angeles.
Puth a devenit atașat emoțional în timpul compunerii cântecului, amintindu-și de un prieten de-al său care a murit de asemenea într-un accident de mașină. La început el era ezitant că label-ul soundtrack-ului filmului, Atlantic Records, va alege vocea lui pentru melodie. Într-un interviu cu Los Angeles Times, Puth își amintea: "Pur și simplu a părut să apară de nicăieri. Și practic 10 minute mai târziu Justin și cu mine l-am scris, l-am trimis, și am crezut că n-o să mai auzim de el niciodată". Producția sesiunii lui Puth și DJ Frank E a fost bine primită de producătorii Furious 7, Universal Pictures și Atlantic. Drept rezultat, cântecului i-au fost adăugate versuri rap din partea lui Khalifa bazate pe subiectul familiei, combinate cu vocea lui Puth și un pian. Cântecul a trecut apoi printr-un proces intens de editare și producție. Puth e de părere că vocea sa a fost aleasă de Atlantic datorită atașamentului său emoțional față de tema melodiei.
Cântecul a fost ales pentru redare la sfârșitul filmului. După retragerea lui O'Conner el este trimis să stea cu soția și familia, personajele Brian O'Conner și Dominic Toretto conduc pe un drum de munte și o iau pe drumuri diferite în momentul în care ajung la o bifurcație.

## Videoclip
Videoclipul pentru "See You Again" a fost regizat de Marc Klasfeld. A fost încărcat pe YouTube pe 6 aprilie 2015.
Videoclipul începe cu o scenă a unei stânci la apus, urmată de Khalifa mergând pe o autostradă; Puth apare apoi cântând refrenul în timp ce stă, și cântă, la un pian localizat între două mașini. Versurile rap ale lui Khalifa și Puth cântând al doilea refren și bridge-ul sunt amestecate cu imagini din Furious 7. După bridge, vedem scena finală a filmului: Dominic Toretto (Vin Diesel) și Brian O'Conner (Cody Walker, în locul fratelui său, Paul), conducând împreună, în mașinile lor și zâmbesc unul la celălalt pentru ultima dată înainte de a conduce pe drumuri separate la apus. În timp ce camera de filmat se ridică în cer, apare un mesaj "For Paul" ("Pentru Paul") și videoclipul se termină.
Începând cu 3 septembrie 2016, videoclipul a obținut peste 2 miliarde de vizualizări, fiind al doilea most-viewed video of all time, după "Gangnam Style" al lui PSY. În plus, "See You Again" este al patrulea cel mai rapid videoclip ce ajunge la un miliard de vizualizări pe site, reușind acest lucru în 185 de zile, după "Gangnam Style" (159 de zile), "Sorry" al lui Justin Bieber (137) și "Hello" al lui Adele (88). A primit peste 11,29 milioane de like-uri și 332.000 dislike-uri începând cu 3 septembrie 2016. Videoclipul este de asemenea al doilea care ajunge la 10 milioane de like-uri; singurele videoclipuri care mai au peste 10 milioane de like-uri sunt "Gangnam Style" și "Hello". The video was nominated for Best Hip-Hop Video and Best Collaboration at the 2015 MTV Video Music Awards, but lost both. On 27 august 2016, the music video succeeded "Gangnam Style" as the most liked YouTube video of all time, after "Gangnam Style" held the record for almost 4 years; however, "Gangnam Style" remains the most rated video of all time, with over 1.57 million dislikes.
On 3 septembrie 2016, the video became the 2nd YouTube video to reach 2 billion views.
Pe 3 septembrie 2016, videoul a ajuns pe locul 2 din perspectiva vizualizarilor stranse pe Youtube.
Pe 10 iulie 2017, "See You Again" devine pentru prima data cel mai vizualizat videoclip muzical de pe Youtube.